# Jean-Baptiste Sourd
Jean-Baptiste Joseph Sourd, né le 24 juin 1775 à Signes dans le Var et mort le 3 août 1849 à Paris, est un général français de la Révolution et de l'Empire.

## Biographie

### Du volontaire au capitaine
Baptisé le 26 juin 1775, Jean-Baptiste est le fils de Jean-François Sourd et Anne-Rose Garnier. Il part à 17 ans avec les volontaires de son département. Dans une sortie de la garnison de Gênes, le général Masséna, enveloppé par des cavaliers autrichiens, est dégagé par Sourd qu'il place comme maréchal des logis dans les guides de l'armée d'Italie. À la paix de 1801, Sourd compte déjà à son actif onze campagnes et deux blessures. En 1803, il passe au 7e régiment de chasseurs à cheval comme sous-lieutenant. Deux coups de baïonnette qu'il reçoit lors de la bataille d'Iéna lui valent le grade de lieutenant. À Eylau, il est haché de coups de sabre et tombe prisonnier aux mains des Russes. Rendu à son régiment après dix mois de captivité, Sourd prend part à la campagne de Wagram, où il est fait capitaine et légionnaire. 

### Les dernières campagnes de l'Empire
En 1812, il entre en Russie comme chef d'escadron et enlève le 18 octobre, au-dessous de Polotsk, un corps de 2 000 Russes. Arrivé à Borisov, lieu désigné pour le passage de l'armée, il franchit le premier la rivière à la nage sous les yeux de Napoléon à la tête du 7e régiment de chasseurs à cheval, chacun de ses cavaliers ayant un voltigeur en croupe. Pendant toute la retraite, il contient et repousse des nuées de cosaques. Après l'armistice, l'empereur, étant à Dresde, remet à Sourd le brevet de colonel et le titre de baron de l'Empire, en lui disant : « servez-moi, comme vous avez toujours fait, avec votre courage et vos talents, et vous irez loin ». Durant la bataille de Leipzig, il culbute à plusieurs reprises les troupes coalisées et s'empare de la redoute de Gustave-Adolphe. Dans la nuit qui précède la bataille de Hanau, Sourd reconnaît le champ de bataille où Napoléon lui confère la croix d'officier. 
Dans la campagne de 1814, il exécute plusieurs charges lors du combat de la Chaussée, contient les têtes de colonnes de Blücher à la Ferté-sous-Jouarre et soutient la retraite de l'armée en recevant sa neuvième blessure. Sourd contribue également aux succès de Grouchy à Champaubert, à Montmirail, à Vauchamps et dégage plusieurs fois l'infanterie de la Jeune Garde au cours de la bataille d'Arcis-sur-Aube. Il garde les avenues les plus importantes pendant le mouvement rétrograde de l'armée impériale. Il se jette ensuite en partisan avec 400 chevaux dans Bar-sur-Ornain (actuel Bar-le-Duc) et bat dans les rues même de cette ville un contingent russe. Après la journée du 30 mars, il passe la Seine à Melun pour se rendre à Fontainebleau auprès de l'Empereur.

### La Restauration et la campagne de Waterloo
La Restauration donne au colonel Sourd le commandement du régiment de lanciers de la Reine et la croix de Saint-Louis. Au retour de l'île d'Elbe, Napoléon Ier le complimente sur sa bravoure à l'assemblée du Champ de mai (1815), lui donne le commandement du 2e régiment de chevau-légers lanciers et l'envoie au 2e corps de l'armée du Nord, où il participe dans un premier temps à la bataille de Ligny.
Lors de la bataille de Waterloo, chargé par le général Mouton d'attaquer l'infanterie anglaise dans sa position en deçà de Genappe, il la tourne, la culbute et la poursuit jusque sur la route de Bruxelles. Un contre-ordre l'oblige à se replier sur le point d'attaque et il traverse Gennapes au grand galop en rejetant les Anglais sur Waterloo.

### Fin de vie
La révolution de Juillet tire le colonel Sourd de la retraite et le voit combattre pendant les trois journées. Il a pour mission d'organiser le régiment de lanciers d'Orléans, et il en fait un des plus beaux corps de cavalerie de l'armée. Nommé maréchal de camp à la revue du 1er mars 1831, il quitte son régiment pour aller prendre le commandement de Tarn-et-Garonne, où il reçoit en 1837 la décoration de commandeur de la Légion d'honneur. Passé dans la section de réserve en 1831 et mis à la retraite en 1848, Sourd quitte encore par intermittence sa vie civile pour défendre la mémoire de Napoléon.
Il meurt à Paris le 3 août 1849, après avoir notamment reçu les adieux du président de la République, ceux de Jérôme Bonaparte et du général Rullière, ministre de la Guerre.